# Тайна моря
«Тайна моря» (англ. The Mystery of the Sea) — детективный роман Брэма Стокера, опубликованный в 1902 году. Главный герой, англичанин из Абердиншира, который встречает и влюбляется в американскую наследницу, которая вовлечена в интриги испано-американской войны, и в ходе романа разворачивается сложный сюжет, включающий ясновидение, похищение и секретные коды.
«Тайна моря» содержит элементы сверхъестественного, но во многих отношениях является политическим триллером. Стокер опирается на личный опыт и включает в роман исторические мотивы из испано-американской войны, а также конфликта XVI века между Испанией и Англией эпохи Елизаветы I, используя эти события для исследования важных тем своего времени, таких как национальная идентичность и меняющиеся представления о женственности. Хотя «Тайна моря» получила много положительных отзывов после публикации, в научных кругах и критике её затмил роман «Дракула».

## Брэм Стокер и литературный контекст

### История создания романа

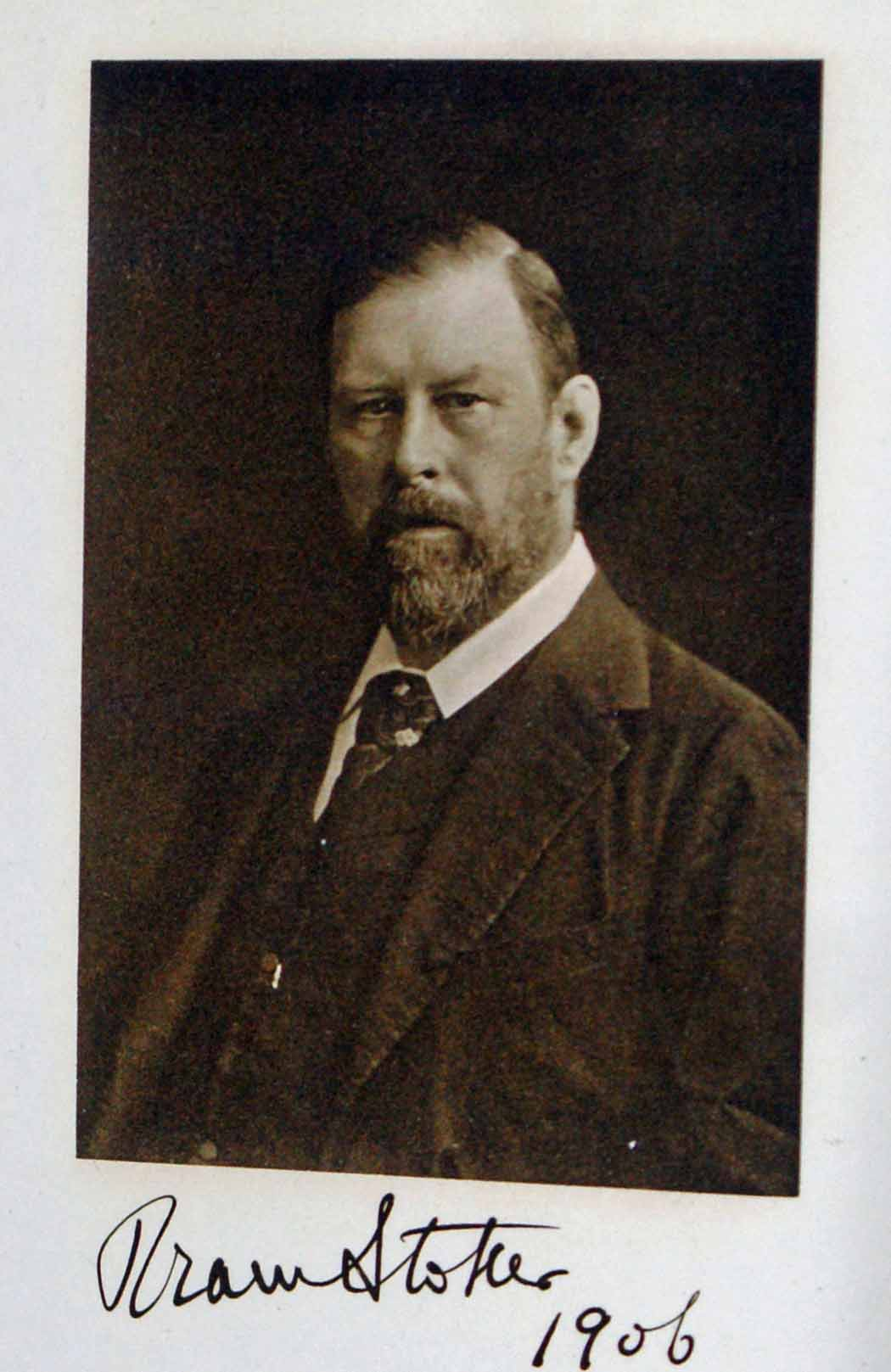
Брэм Стокер

Брэм Стокер родился 8 ноября 1847 года в Дублине. Он вырос в протестантской семье среднего класса и был болезненным ребёнком. Однако со временем Стокер излечился от болезней и поступил в Тринити-колледж, где изучал естественные науки и математику. Стокер недолгое время работал государственным служащим в Дублине, но всегда интересовался литературой. Он писал короткие рассказы и редактировал ирландскую газету, опубликовав свой первый рассказ «Хрустальный кубок» в 1872 году. Он также присылал свои работы в журнал Shamrock, базирующийся в Дублине. В 1876 году, работая волонтером в качестве театрального критика для Dublin Evening Mail, он познакомился с актёром Генри Ирвингом. В 1878 году Стокер переехал в Лондон, чтобы работать менеджером в театре «Лицеум» Ирвинга. Стокер был опытным администратором и ввёл в театре ряд новых практик, в том числе нумерацию мест, рекламу сезона и предварительную продажу билетов на спектакли. Стокер был очень занят, работая на Ирвинга, и большую часть своих произведений ему приходилось писать в отпуске и в свободное время.
Однако работа Стокера часто оказывалась полезной для его творчества. Должность Стокера в «Лицеуме» оказала прямое влияние на его романы, особенно в том, что касается путешествий и места действия. Гастроли труппы в период с 1883 по 1904 год регулярно приводили его в Америку. Хотя действие романа «Тайна моря» происходит в Шотландии, путешествия Стокера в Америку важны, учитывая, что главная героиня «Тайны моря» — американка. Гастроли «Лицея», вероятно, послужили источником информации (и стереотипов) для создания образа Марджори, а также других известных американских персонажей Стокера, таких как Куинси Моррис в «Дракуле». Стокер также опирался на личный опыт, когда писал о Круден-Бэй, поскольку часто бывал там.

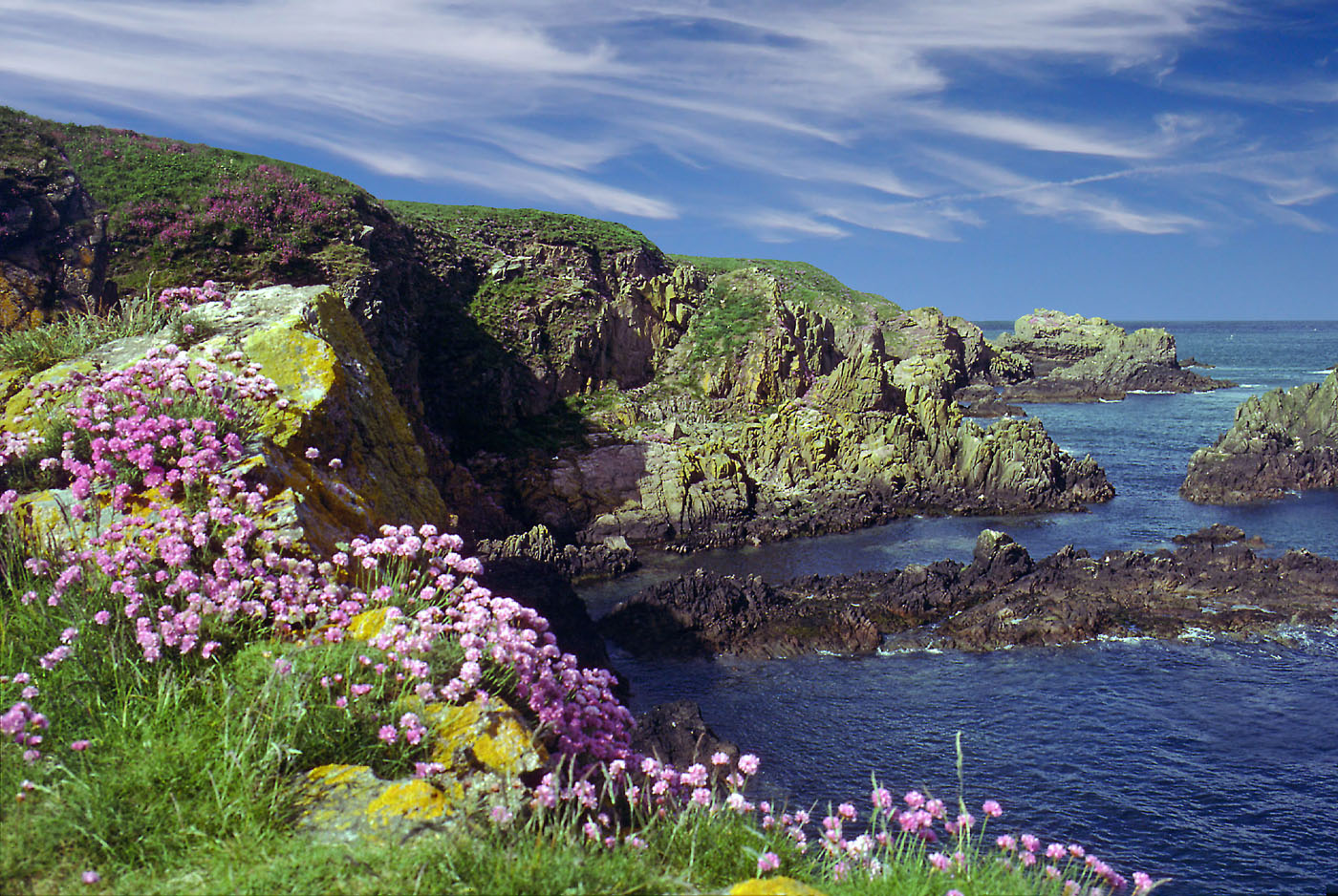
Круден-Бэй

Впервые он посетил Круден-Бэй вместе с Ирвингом в 1888 году, чтобы провести исследования для постановки «Макбета» (Стокер закончил писать «Дракулу» в Крудене). Кэрол А. Сенф утверждает, что Арчибальд Хантер, главный герой «Тайны моря», является автобиографическим персонажем из-за его неоднократных посещений Крудена, а также намёков на травмирующее прошлое и «энтузиазм по поводу… технологии», которые Сенф идентифицирует как черты, общие со Стокером. Арчибальд также упоминает, что изучал право, как и Стокер, хотя он никогда не практиковал. Персонаж Гормал также был вдохновлён реальной личностью; в 1901 году, во время отпуска, Стокер был на морском побережье и встретил странную старуху. Местные жители считали, что она обладает сверхъестественными способностями, и Стокер был вдохновлён на написание рассказа «Прорицательница», который позже превратился в «Тайну моря».
Стокер работал в «Лицее» до 1902 года, и его профессиональный опыт и личная дружба с Ирвингом привели к публикации в 1905 году «Личных воспоминаний о Генри Ирвинге», двухтомного труда, посвященного Ирвингу, который является одним из важнейших источников для тех, кто хочет узнать о жизни Стокера. Начиная с 1897 года, когда Ирвинг находился на закате карьеры, Стокер всё больше полагался на свои писательские доходы. В это время Стокер работал журналистом и написал восемь романов, в том числе и «Тайну моря» (1902). Хотя сегодня Стокер известен благодаря «Дракуле», он написал ещё семнадцать романов, а также множество рассказов и статей для периодических изданий.

### Публикации
Роман был впервые опубликован в 1902 году лондонским издательством W. Heinemann. В том же году он был издан в Америке нью-йоркским издательством Doubleday, Page, & Co. В 1903 году была выпущена двухтомная версия в рамках серии под названием «Английская библиотека», изданной в Лейпциге издательством Heinemann и Balestier. Эта серия была попыткой принести английскую художественную литературу на континент, и сам Стокер инвестировал в компанию. Heinemann опубликовал ещё одно издание романа в 1914 году, как и лондонская компания Rider. Начало книги было опубликовано в 1901 году в журнале The London Magazine в виде рассказа под названием «Провидец» (The Seer). В конце XX и начале XXI веков было выпущено несколько переизданий и электронных версий «Тайны моря», многие из которых доступны в Интернете.

## Исторический контекст
«Тайна моря» имеет два важных исторических контекста: испано-американская война и взаимоотношения между Англией и Испанией в XVI веке. Первое событие является современным событиям романа и жизни Стокера, а второе служит фоном и исторической конвой романа. События XVI и XIX веков тесно переплетены в романе, и оба играют роль в политике истории, а также в развитии персонажей и сюжета. Рецензия в журнале The Athenaeum времен Стокера признаёт эти исторические резонансы с удивительно близкой точки зрения. Рецензент отмечает, что «поскольку очаровательная героиня является американкой, у нас появляется ещё одна „загадка“. Это время испано-американской войны, и, естественно, на сцену выходит испанский гранд». Рецензент также указывает на «недавнюю полемику, в которой предлагается использовать бэконовский двусторонний шифр как средство для поиска папского сокровища».

### Испано-американская война
Пример сенсационной журналистики, которая повлияла на общественное мнение против Испании
Как следует из упоминания рецензентом «недавней полемики», испано-американская война была лишь недавней историей, когда в 1902 году была опубликована книга «Тайна моря». Испано-американская война началась в 1897 году с участия Америки в кубинском восстании против Испании. Кубинские революционеры начали борьбу с испанским правлением в 1895 году, и испанские войска были отправлены на Кубу, где они разбили лагеря, известные как reconcentrados, предназначенные для сдерживания повстанцев. Условия в этих лагерях были очень плохими, и они стали предметом «жёлтой журналистики» в Соединенных Штатах, вызывая сочувствие и возмущение по поводу положения кубинцев. Многие американские политики поддерживали идею вступления в войну, а некоторые даже хотели присоединить Кубу к Соединенным Штатам. Напряжённость в отношениях с Испанией усилилась после публикации письма испанского министра, в котором он оскорбил президента Уильяма Маккинли, назвав его слабым. Однако событием, которое привело к войне, вызвало наибольший общественный резонанс и имеет особое значение для «Тайны моря», был взрыв линкора «Мэн» в Гаване в 1898 году. Это вызвало всплеск общественного недовольства испанцами, хотя взрыв, скорее всего, не был результатом злонамеренного нападения. Популярные заголовки и лозунги, такие как «Помните Мэн, к черту Испанию», предполагают, что отношение персонажа Марджори отражает общее отношение американской общественности во время испано-американской войны и придаёт значение ее решению использовать своё состояние для покупки линкора для ВМС США, который будет использоваться против испанцев.

### Испанская Армада

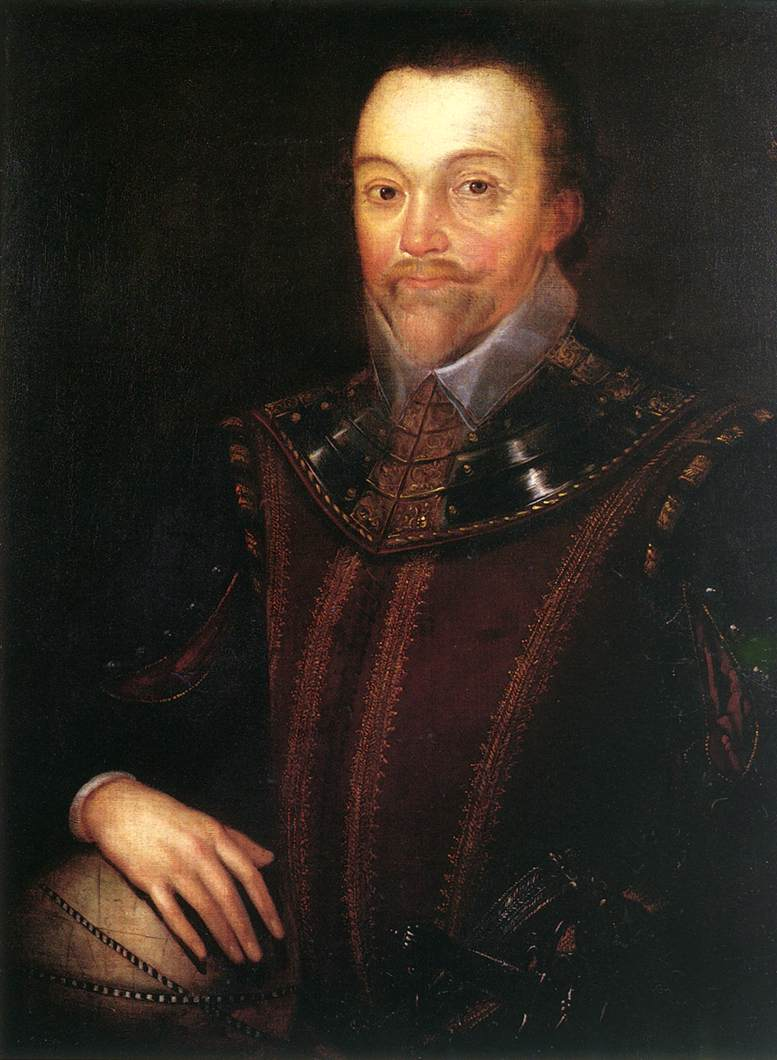
Сэр Фрэнсис Дрейк

Разгром Непобедимой Армады в 1588 году стал крупной победой для Англии и, в более широком смысле, для протестантизма. Филипп II Испанский надеялся использовать это нападение, чтобы спровоцировать восстание против английской протестантской монархии под властью Елизаветы I. К этому моменту в истории Англии Елизавета прочно утвердила свою протестантскую власть (Англиканская церковь была основана её отцом, Генрихом VIII). Она уже казнила свою кузину Марию Стюарт и предприняла ряд враждебных действий по отношению к католической Испании. В частности, она разрешила Фрэнсису Дрейку нападать на испанские корабли и порты и поддержала голландцев в их борьбе против испанского господства в Нидерландах. Здесь прослеживаются две связи с героиней романа, Марджори Дрейк. Во-первых, Марджори оказывается потомком сэра Фрэнсиса Дрейка, пирата, который был тесно связан с успехами королевы Елизаветы. Во-вторых, покупая военный корабль, Марджори стремится поддержать кубинских повстанцев в их борьбе против испанского господства, так же как Елизавета была на стороне голландцев, восставших против испанцев.

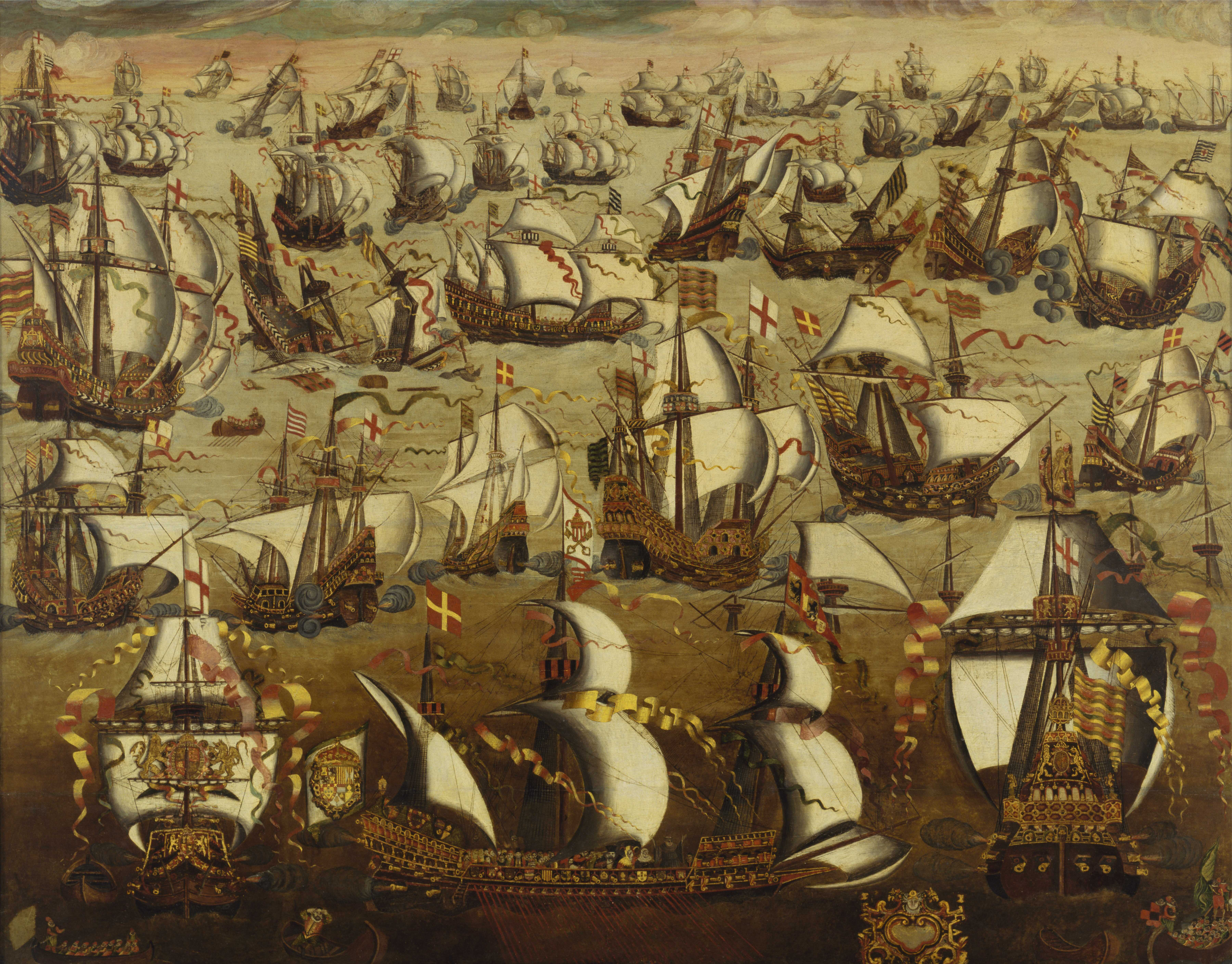
Армада

Фактическое поражение испанской Армады произошло в августе 1588 года, когда британские и испанские корабли встретились у Гравелина. Победа британцев над сильным испанским флотом была связана скорее с логистическими проблемами испанцев и благоприятными ветрами, чем с морским мастерством англичан, но британские протестанты восприняли её как моральный (и даже божественно предначертанный) триумф. Зарытый клад, который занимает столь важное место в романе Стокера, якобы был передан одному из моряков Армады папой Сикстом V после поражения Армады для использования в дальнейших действиях против Англии. Персонажи по-прежнему преследуют мысли об этом кладе, и конфликт продолжается, когда американская наследница Марджори вступает в контакт с Доном Бернардино, испанцем, чья семья отвечает за клад. Ученый Эндрю Смит утверждает, что взаимодействие между этими двумя персонажами является очень «политизированным» из-за их позиций в испано-американской войне, но также рассматривает «Тайну моря» как исследование конфликтов между католиками и протестантами в более широком масштабе (возможно, связанное с ирландским происхождением Стокера), включая более ранние напряженности, связанные с конфликтом эпохи Елизаветы. В конечном итоге Смит отмечает объединение католиков и протестантов в обоих периодах времени благодаря использованию шифра Бэкона (устройства, изобретённого протестантами) для передачи католического послания и сотрудничеству между католиком доном Бернардино и протестантом Арчибальдом Хантером, которые работают над защитой чести Марджори, среди прочих причин. Независимо от конкретной интерпретации, на протяжении всего романа присутствует ощущение, что политические и религиозные конфликты могут длиться гораздо дольше, чем люди, которые их начинают.

### Незначительные исторические влияния
Небольшие общественные события времени Стокера также играют роль в романе. Один из детективов, работающих над поиском Марджори, отмечает, что один из похитителей, вероятно, был причастен к делу о выкупе А. Т. Стюарта, иммигранта, прибывшего в Америку из Белфаста в 1818 году. Он стал миллионером, работая в сфере торговли товарами, но после его смерти в 1878 году его тело было похищено из могилы. Первоначально арестованные за это преступление люди на самом деле не были виновными, и тело так и не было найдено. Учёный Лиза Хопкинс отмечает, что это дело является «зловещим» для Стокера, который ссылается на него, пока герои романа ищут Марджори, поскольку оно касалось трупа, а не живого человека, и тайна так и не была раскрыта. Хопкинс также указывает на некоторые заметные параллели с «Дракулой», когда Люси становится вампиром и «способна сбежать из запертой гробницы». Всё это, по мнению Хопкинс, создаёт «мощную атмосферу сверхъестественного» и «ощущение неблагоприятных обстоятельств, которые складываются против героя романа». Тот факт, что дело Стюарта оказалось слишком сложным даже для детективного агентства Пинкертона, также мог стать для Стокера поводом для того, чтобы умалить «американскую репутацию эффективности» и тем самым «обвини[ть] Марджори».

## Содержание
Арчибальд Хантер, молодой англичанин, проводит свободное время недалеко от Круден-Бэй в небольшой шотландской деревне Уиннифолд, когда ему предстаёт видение пары, проходящей мимо него с маленьким гробом. Арчибальд также замечает странную старуху, наблюдающую за ним. Позже он узнаёт, что его видение сбылось, и в городе умер ребёнок. Арчибальд снова встречает странную старуху на берегу моря; эта женщина, которая представляется как Гормала Макнил, знает, что Арчибальд видел нечто необычное. Она объясняет, что у него есть «второе зрение» — своего рода экстрасенсорная способность предвидения, которая появляется и исчезает случайным образом, — и что она может сказать, что Арчибальд тоже является провидцем. Колеблясь между скептицизмом и беспокойством по поводу своих новых способностей, Арчибальд прислушивается к прозрениям Гормалы и видит, как одно из его видений сбывается в день Ламмаса, когда он и Гормала становятся свидетелями того, как местный рыбак Лаучлейн Маклеод разбивает свою лодку о цепь острых скал, известных как Скарес. Арчибальд видит, как процессия мёртвых духов выходит из воды возле Скарес и поднимается по скалам.

## Герои романа
Арчибальд Хантер — рассказчик и главный герой романа. Он получил юридическое образование, но в целом не имеет цели в жизни, пока не встречает Марджори и не оказывается вовлечённым в политические и эмоциональные интриги, связанные с сокровищем. В этой ситуации он показывает себя смелым, умным и способным человеком, а также тем, кто готов пожертвовать собой ради любви. Он обладает даром предвидения, который позволяет ему видеть важные события, разворачивающиеся в определенные моменты романа.
Марджори Дрейк — американская наследница, которая прилагает все усилия, чтобы путешествовать по Шотландии незаметно. Она испытывает горячую ненависть к испанцам и любит приключения. Марджори независима, но её любовь к Арчибальду несколько укрощает её характер. Она также умна и находчива, и вместо того, чтобы быть пассивной жертвой, ставит ловушки для своих преследователей и оставляет след из шифров, когда находится в плену, чтобы привести своих друзей к себе.
Миссис Джек — пожилая спутница Марджори. Она придерживается довольно традиционных взглядов и дает прогрессивной Марджори советы относительно её обязанностей как жены.
Гормала Макнил — загадочная старуха, которая первой замечает экстрасенсорные способности Арчибальда. Она также является прорицательницей и появляется на протяжении всего романа в критические моменты, предлагая Арчибальду загадочную, пугающую или полезную информацию. До конца романа неясно, является ли она другом или врагом, пока она не использует свои силы, умирая, чтобы помочь Арчибальду спасти Марджори из рук похитителей.
Дон Бернардино — потомок офицера испанской армады (участвовавшего в знаменитой битве 1588 года против английского флота), которому папа поручил хранить сокровище, которое должно было быть использовано против англичан. Он ценит долг и честь превыше всего и готов пожертвовать своей жизнью ради священной миссии, возложенной на его род. Вначале он является врагом Арчибальда, но позже они становятся союзниками.

## Критическое восприятие
«Тайна моря» получила достаточно положительные отзывы во время публикации; рецензенты, писавшие в 1902 году, склонны были акцентировать внимание на мастерстве Стокера и на том, что роман читается увлекательно, признавая (в некоторых случаях неохотно, в других — решительно), что роман мелодраматичен и содержит несколько несочетаемые элементы. Большинство этих рецензентов рубежа веков быстро определяют «Тайну моря» как сенсационное произведение или, по крайней мере, как произведение, содержащее сенсационные элементы, и в целом согласны с тем, что Стокер — талантливый автор детективов. Рецензент, пишущий для The Bookman, называет роман «одной из тех странных сенсационных историй, которые ни один живой автор не пишет лучше, чем мистер Брэм Стокер». Журнал The Dial классифицирует его как «немного яркую мелодраму», которая «не даст уснуть по ночам», и признаёт, что «трудно найти больше действия… между обложками книги, чем здесь» (наблюдение, которое другие рецензенты не считают положительным). Punch хвалит «легкомысленную личность» Стокера и его способность создавать истории с «редким качеством приключений, которые увлекают мальчиков и радуют их родителей». В той же рецензии высоко оценивается стиль письма Стокера и его описания пейзажей. Эти рецензии помещают «Тайну моря» между лёгкой художественной литературой или детскими книгами и более сложными детективами. Другие рецензенты признают те же элементы мелодрамы, но не характеризуют их как примеры авторского мастерства Стокера. Саркастическая и несколько враждебная рецензия в The Saturday Review говорит, что роман «довольно перегружен», и перечисляет тропы, которые Стокер использует из различных жанров. Этот рецензент признаёт, что Стокер хорошо соединяет разные нити, но что он «едва ли оправдан в создании такой колоссальной машины для получения результатов, которые проще достичь менее амбициозным сенсационистам».
В последнее время было проведено мало научных исследований и рецензий романа «Тайна моря». Он не получил столько внимания критиков, как «Дракула», и современные исследователи, пишущие о «Тайне моря» (а также о других менее известных произведениях Стокера), часто сравнивают его с «Дракулой». Как и в случае с «Дракулой», современные ученые часто сосредотачиваются на возможных подтекстах, лежащих в основе основного сюжета «Тайны моря». Они анализируют такие области, как подход Стокера к женственности, готике, историческим событиям или использованию технологий.